# Автограф (фільм)
«Автограф» («Autografo, L'») — радянський телефільм-концерт 1984 року, знятий режисером Євгеном Гінзбургом і Тофіком Шахвердієвим.

## Сюжет
Музичний телевізійний фільм-концерт відомої італійської співачки Лоредани Берте.

## У ролях
- Лоредана Берте — головна роль
- Анатолій Калмиков — фотограф

## Знімальна група
- Режисери — Євген Гінзбург, Тофік Шахвердієв
- Оператори — Микола Журавльов, Юхим Рацимор